# Sif Vaya
Sif Vaya è un centro abitato della contea di Pinal, nell'Arizona. Nel corso degli anni era anche conosciuto come Bitter Well, Bitter Wells, Bitters Well e Sivvaxia. Sif Vaya, che significa amaro in lingua o'odham, divenne il nome ufficiale in seguito a una decisione del Board on Geographic Names nel 1941. Ha un'altitudine stimata di 599 metri sul livello del mare.